# Схарбекський цвинтар

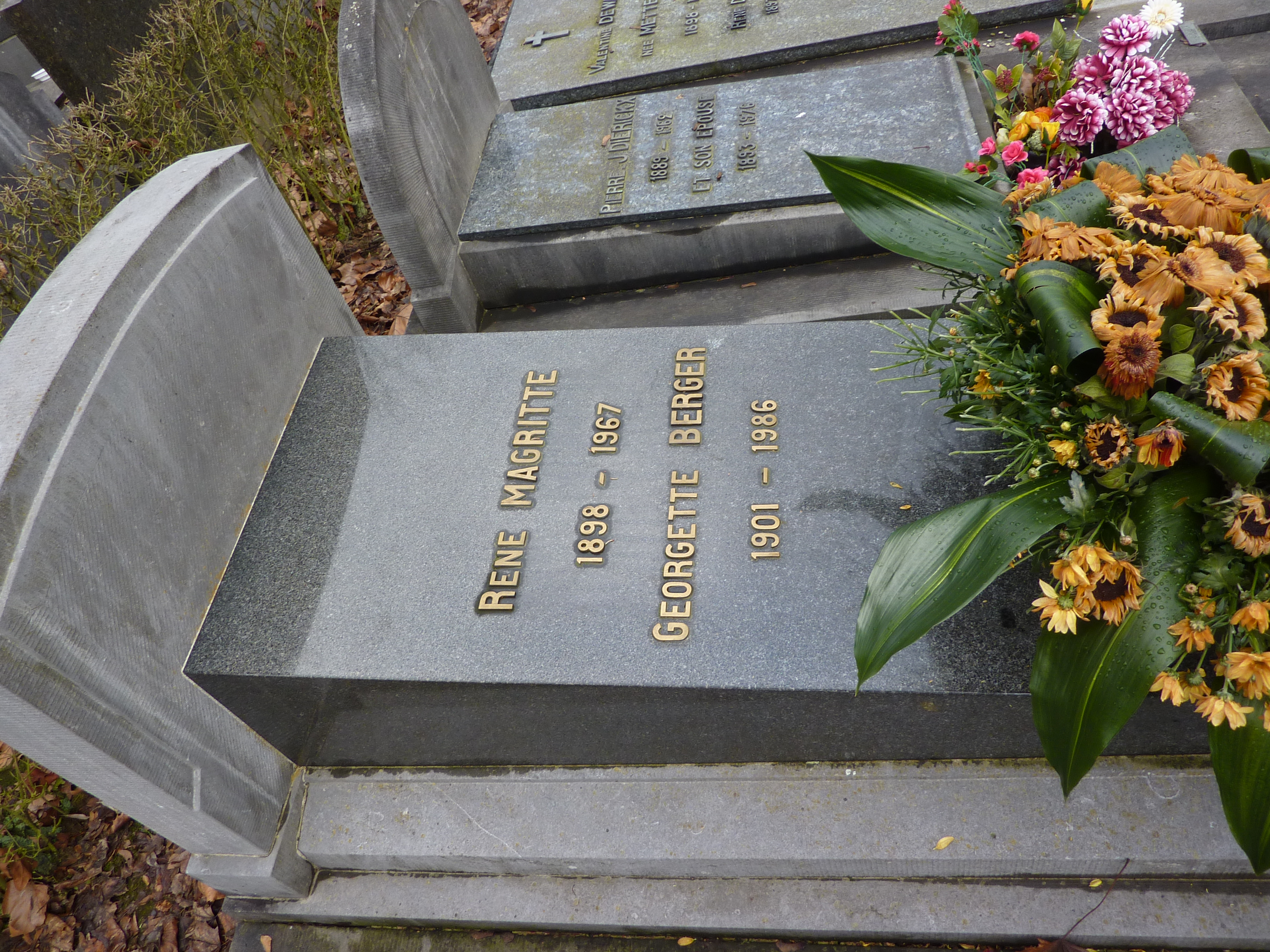
Могила Рене Магрітта і його дружини

Схарбекський цвинтар (Новий Схарбекський цвинтар, фр. Nouveau Cimetière de Schaerbeek, нід. Nieuw kerkhof van Schaarbeek) — некрополь в районі Схарбек, у Брюссельському столичному регіоні. Цвинтар частково охоплює території сусіднього Евера та Завентема у Фламандському Брабанті. Знаходиться поруч з Брюссельським та Еверським цвинтарями.

## Поховання
На Схарбекському цвинтарі поховано багато видатних осіб, зокрема художника Рене Магрітта і його дружину Жоржетту Бергер, прем'єр-міністра Бельгії Анрі Жаспара та бельгійського мандрівника Камб'є.